# Волгореченск
Волгореченск (рус. Волгореченск) град је у Русији у Костромској области. Према попису становништва из 2010. у граду је живело 17104 становника.

## Становништво
| 1970. | 1979.  | 1989.  | 2002.  | 2010.  |
| ----- | ------ | ------ | ------ | ------ |
| 7.828 | 13.253 | 15.966 | 18.164 | 17.104 |